# Caño Delgadito (paroisse civile)
Pour les articles homonymes, voir Cano et Delgadito.
Caño Delgadito est l'une des deux divisions territoriales et statistiques dont l'unique paroisse civile de la municipalité de Papelón dans l'État de Portuguesa au Venezuela. Sa capitale est Caño Delgadito.